# Plagiomyia longicornis
Plagiomyia longicornis là một loài ruồi trong họ Tachinidae.